# Banana-vermelha
A banana-vermelha, como é popularmente conhecida, é um cultivar da banana Musa acuminata. Pertence ao grupo AAA, que é o mesmo da banana de Cavendish. É originária do Caribe. Também conhecida como Red Dacca( Austrália), é apreciada em vários lugares do mundo, por seu sabor adocicado. O amadurecimento é rápido, a polpa é macia, rica em açúcares, potássio, muitas fibras e é menor que uma banana comum. Além disso, possui mais betacaroteno e vitamina C que outras variedades. Normalmente consumida quando está madura, ela é uma ótima opção para sobremesas. Cientistas recomendam comê-la frita, assada ou cozida.   
Originada de uma planta que pode chegar a 3m de altura e considerada uma das frutas mais antigas do mundo, a banana vermelha é cultivada principalmente na Ásia, América do Sul e África, e comercializada amplamente nos Estados Unidos. Sua produtividade e resistência é algo que chama atenção dos agricultores, que investem em seu plantio como forma de renda.

## Sinônimos
O nome científico oficial da espécie é Musa acuminata (Grupo AAA) 'Red Dacca'. Portanto existem vários sinônimos. 
- Musa acuminata (Grupo AAA) 'Red'
- Musa sapientum rubra
- Musa sapintum var. rubra
- Musa rubra
- Musa × paradisiaca var. rubra
- Musa acuminata 'Cuban Red'
- Musa acuminata 'Red Jamaican'

## Nome científico
Nome Científico: Musa acuminata
Autor: Colla
Nome(s) Popular(es): Banana, Banana-vermelha
Família (Cronquist): Musaceae
Família (APG2): Musaceae
Gênero: Musa

## Nomes
Os nomes da planta em vários idiomas.
- Birmanês: Shwe nget pyaw
- Chinês: Hong guo jiao
- Dinamarquês: Kubabanan/Aeblebanan/Rodbanan
- Holandês: Rode banaan/Cubabanaan
- Francês: Banane rouge/banane de Cuba
- Alemão: Weinrote Banane/Kuba banane
- Hindi: Chenkadali/Lal kera/Lal kela
- Indonésio: Pisang Susu Merah
- Italiano: Banana rossa/Banana di Cuba
- Japonês: Barakoa
- Malaio: Pisang raja udang
- Português: Banana vermelha
- Polonês: Czerwony banan
- Cingalês: Rathambala
- Espanhol: Tafetan morado/Tafetan (Colômbia)/Guineo morado (Cuba)/Plátano colorado (Equador e Porto Rico)/Banano rojo
- Tagalo: Morado
- Tâmil: Sevvazhai
- Tailandês: Kluay nak
- Malaio: Kadali